# Sophie-Dorothée de Prusse
La princesse Sophie-Dorothée de Prusse (en allemand : Sophia Dorothea Marie von Preußen), née le 25 janvier 1719 à Berlin, décédée le 13 novembre 1765 à Schwedt-sur-Oder est le neuvième enfant, et la cinquième fille de Frédéric-Guillaume Ier de Prusse et de Sophie-Dorothée de Hanovre. Par mariage, elle est margravine de Brandebourg-Schwedt.

## Biographie
Le 10 novembre 1734 à Potsdam, Sophie-Dorothée épouse un parent Hohenzollern, Frédéric-Guillaume de Brandebourg-Schwedt, fils de Philippe-Guillaume de Brandebourg-Schwedt et de la princesse Jeanne-Charlotte d'Anhalt-Dessau, fille de Jean-Georges II d'Anhalt-Dessau. Ils ont cinq enfants :
- Frédérique-Dorothée de Brandebourg-Schwedt (18 décembre 1736-9 mars 1798) ; mariée à Frédéric-Eugène de Wurtemberg ;
- Anne-Élisabeth-Louise de Brandebourg-Schwedt (22 avril 1738-10 février 1820) ; mariée à son oncle Auguste Ferdinand de Prusse ;
- George Philippe (10 septembre 1741-28 avril 1742) ;
- Philippine de Brandebourg-Schwedt (10 octobre 1745-1er mai 1800) ; mariée à Frédéric II de Hesse-Cassel ;
- George Frédéric (3 mai 1749-13 août 1751).

Frédéric-Guillaume a 19 ans de plus que la princesse et il est surnommé le « Margrave fou » en raison de ses farces et manières impolies. Leur mariage n'est pas heureux, et finalement ils vivent dans des endroits distincts : Sophie s'installe dans le château de Montplaisir à proximité de la résidence, et le margrave dans le château de Schwedt. Ils ne se réconcilient que lors de la maladie de Sophie, qui meurt dans les bras de son époux. Le margraviat de Schwedt n'est qu'une petite principauté, mais jouissait d'une économie prospère en raison de la présence d'immigrants huguenots.